# ورزشگاه جاسم بن حمد
ورزشگاه جاسم بن حمد (عربی: ملعب جاسم بن حمد) ورزشگاه باشگاه ورزشی السد در شهر دوحه است. این ورزشگاه، ورزشگاه خانگی تیم فوتبال باشگاه ورزشی السد است که در لیگ ستارگان قطر بازی می‌کند. این ورزشگاه که به نام وزیر جوانان و ورزش وقت قطر، جاسم بن حمد بن عبدالله آل ثانی که در سال ۱۹۶۹ به اعضای بنیانگذار السد اجازه تشکیل این گروه را داده بود نامگذاری شده است. ورزشگاه جاسم بن حمد در سال ۱۹۷۵ افتتاح شد و از آن زمان تاکنون دو بار بازسازی شده است.
این ورزشگاه یکی از ورزشگاه‌های مورد استفاده در جام ملت‌های آسیا ۲۰۱۱ و جام ملت‌های آسیا ۲۰۲۳ بوده‌است و در طول تاریخ خود میزبان مسابقات فوتبال بین‌المللی متعددی از جمله مسابقات جام باشگاه‌های جهان فیفا ۲۰۱۹، مسابقات بازی‌های آسیایی ۲۰۰۶ و دو دوره سوپر جام فوتبال ایتالیا بوده است.

## طراحی
عناصر معماری مدرن و سنتی قطری در طراحی این ورزشگاه در کنار هم دیده می‌شوند. با احترام به میراث دریایی قطر، ساختار بیرونی ورزشگاه دارای نمای چشمگیری است که از بادبان‌های قایق‌های قدیمی داو الهام گرفته شده است. سقف جمع‌شونده ورزشگاه امکان کنترل دما را در طول بازی‌ها و فعالیت‌ها را فراهم می‌کند. امکانات رفاهی ورزشگاه به گونه‌ای طراحی شده است که هم به بازیکنان و هم به تماشاگران تجربه‌ای بی‌نظیر ارائه دهد. این ورزشگاه دارای فضاهای پخش و رسانه‌ای پیشرفته، کافه، سالن‌های وی آی پی و رختکن است.

## جام ملت‌های آسیا ۲۰۲۳
ورزشگاه جاسم بن حمد میزبانی هفت مسابقه در جام ملت‌های آسیا ۲۰۲۳ را برعهده داشت.
| تاریخ          | زمان       | تیم شماره١ | نتیجه | تیم شماره٢ | گروه          | حضور    |
| -------------- | ---------- | ---------- | ----- | ---------- | ------------- | ------- |
| ۱۳ ژانویه ۲۰۲۴ | ساعت ۲۰:۳۰ | ازبکستان   | ۰–۰   | سوریه      | گروه B        | ۱۰٬۱۹۸  |
| ۱۵ ژانویه ۲۰۲۴ | ساعت ۱۴:۳۰ | کرهٔ جنوبی  | ۳–۱   | بحرین      | گروه E        | ۸٬۳۸۸   |
| ۱۸ ژانویه ۲۰۲۴ | ساعت ۱۴:۳۰ | سوریه      | ۰–۱   | استرالیا   | گروه B        | ‌ ۱۰٬۰۹۷ |
| ۲۰ ژانویه ۲۰۲۴ | ساعت ۱۷:۳۰ | بحرین      | ۱–۰   | مالزی      | گروه E        | ۱۰٬۳۸۶  |
| ۲۲ ژانویه ۲۰۲۴ | ساعت ۱۸:۰۰ | تاجیکستان  | ۲–۱   | لبنان      | گروه A        | ۱۱٬۸۴۳  |
| ۲۴ ژانویه ۲۰۲۴ | ساعت ۱۴:۳۰ | عراق       | ۳–۲   | ویتنام     | گروه D        | ۸٬۹۳۲   |
| ۲۸ ژانویه ۲۰۲۴ | ساعت ۱۴:۳۰ | استرالیا   | ۴–۰   | اندونزی    | یک هشتم نهایی | ۷٬۸۶۳   |

## گنجایش
گنجایش این ورزشگاه ۱۵۰۰۰ نفر است.